# Antonio de La Gandara
Antonio de La Gandara (Paris, 16 de dezembro de 1861 – Paris, 30 de junho de 1917) foi um pintor, pastelista e desenhista francês.

## Carreira

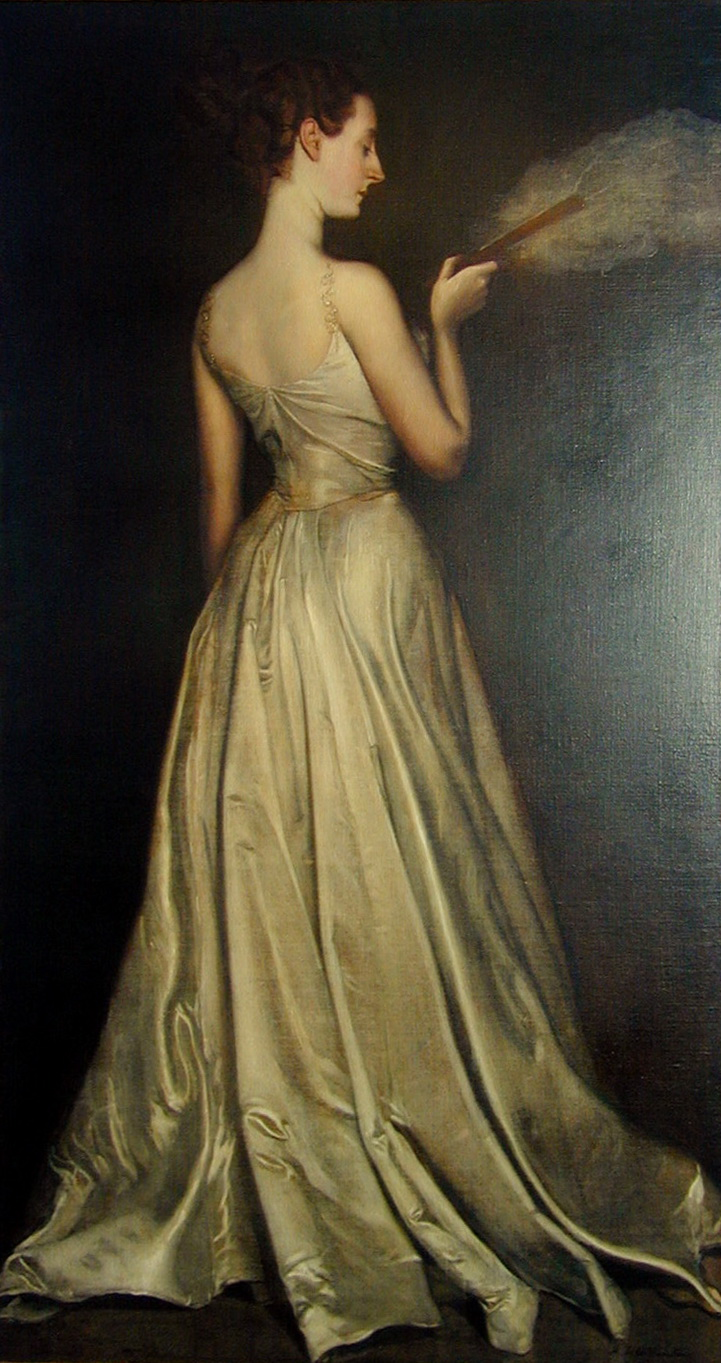
Madame Pierre Gautreau, 1898

La Gándara nasceu em Paris, França, mas seu pai era de ascendência espanhola, nascido em San Luis Potosí, México, e sua mãe era da Inglaterra. O talento de La Gándara foi fortemente influenciado por ambas as culturas. Com apenas 15 anos de idade, La Gándara foi admitido como aluno de Jean-Léon Gérôme e Cabanel na École des Beaux-Arts. Logo, ele foi reconhecido pelo júri do Salon des Champs-Élysées de 1883, que destacou a primeira obra que exibiu: um retrato de São Sebastião.
Menos de dez anos depois o jovem La Gándara tornou-se um dos artistas favoritos da elite parisiense. Seus modelos incluíam a condessa Greffulhe, a grã-duquesa de Mecklenburg, a princesa de Chimay, o príncipe de Polignac, o príncipe de Sagan, Charles Leconte de Lisle, Paul Verlaine, Leonor Uriburu de Anchorena, Sarah Bernhardt, Romaine Brooks, Jean Moreas, Winnaretta Singer e Virginie Amélie Avegno Gautreau (vista abaixo, e mais famosa retratada por John Singer Sargent em sua pintura Madame X). Influenciado por Chardin, sua habilidade é demonstrada em seus retratos, na simplicidade com o mais fino detalhe, ou na serenidade de suas cenas de pontes, parques e ruas de Paris.
Gandara ilustrou um pequeno número de publicações, incluindo Les Danaïdes de Camille Mauclair. Com James McNeill Whistler, Jean-Louis Forain e Yamamoto, La Gándara ilustrou Les Chauves-Souris ("Os Morcegos") do poeta francês Robert de Montesquiou. O livro, publicado em 1893, tornou-se um raro item de colecionador. A primeira exposição da obra de La Gándara organizada em Nova York por Durand-Ruel em 1898 foi um grande sucesso e confirmou o pintor como um dos mestres de seu tempo. Os principais jornais e revistas reproduziam rotineiramente seus retratos, vários dos quais chegaram à primeira página de publicações da Revista Le Figaro. Gandara participou nas exposições mais importantes em Paris, Bruxelas, Berlim, Dresden, Barcelona e Saragoça.
La Gándara morreu em 30 de junho de 1917 e foi enterrado no Cemitério Père Lachaise, em Paris. Embora sua fama tenha desaparecido rapidamente após sua morte, o crescente interesse no século XX fez com que ele recuperasse a popularidade como uma testemunha-chave da arte de seu tempo, não apenas através de suas telas, mas também como o modelo escolhido pelos romancistas Jean Lorrain e Marcel Proust, e através das anedotas de sua própria vida narradas por Edmond de Goncourt, Georges-Michel e Montesquiou.
Em 3 de novembro de 2018, uma grande retrospectiva foi aberta durante quatro meses no Musée Lambinet em Versalhes, reunindo mais de cem obras do pintor, bem como muitos documentos. O curador da exposição foi Xavier Mathieu.
Foi publicado um romance pelas Edições L'Harmattan em 2016 que trata da vida de La Gándara: Antonio de La Gandara - O Cavalheiro pintor da Belle Époque.